# HSBC Bank Brasil
HSBC Bank Brasil S.A. es un banco brasileño de origen británico filial de HSBC. En 2016 vendió su banca minorista a Banco Bradesco marcando el fin de las operaciones de la multinacional en el país. Sin embargo en 2019, HSBC regreso a Brasil cómo banco corporativo y en la actualidad, la entidad continua operando en el país como banco exclusivamente mayorista, es decir brindando servicios únicamente a empresas. 
HSBC estableció Banco HSBC Bamerindus SA para tomar el control de Banco Bamerindus do Brasil SA, en marzo de 1997 y el nombre del banco fue cambiado a HSBC Bank Brasil SA - Banco Múltiplo en 1999. Fue filial regional de plomo de HSBC en América del Sur y, como tal, era el regional línea de informes de varios otros países. Se vendió a Bradesco en junio de 2016.
El banco se encuentra entre los diez más grandes de Brasil, con más de 1700 ramas y sub-ramas en 550 ciudades brasileñas. La sede se encuentra en Curitiba.

## Historia
El Grupo HSBC remonta su presencia en Brasil hasta 1976 cuando Samuel Montagu y Midland Bank abrieron oficinas allí. Lo que comenzó como un 6,14 por ciento de las acciones de Banco Bamerindus do Brasil en 1995 condujo a la adquisición de los activos seleccionados, los pasivos del Grupo y subsidiarias de Banco Bamerindus do Brasil en 1997 y el establecimiento del Banco HSBC Bamerindus SA. Después HSBC compró Banco Bamerindus de la central Banco de Brasil, que había tenido que tomar la vuelta. Banco Bamerindus se había establecido en 1952. En el momento de su adquisición, Banco Bamerindus tenía casi 1300 ramas, más seguros, leasing y empresas de valores, entre otros.
En 2003, HSBC compró las operaciones brasileñas de Lloyds TSB, que incluía sus operaciones corporativas y al por mayor, una pequeña red de distribución, y Losango, un negocio de financiación al consumo, así como algunos bienes en el extranjero. El precio de compra fue de US$815 millones.
El 9 de junio de 2015, HSBC anunció su intención de vender la mayoría de sus operaciones en Brasil, incluyendo la banca personal, como parte de un plan para reducir 50.000 puestos de trabajo en todo el mundo y el 3 de agosto de 2015 HSBC vende operaciones en Brasil a Banco Bradesco de $ 5.2 billón. La venta fue aprobada el 8 de junio de 2016 y se espera que la transferencia de los clientes en octubre de 2016.